# Mixaal al-Ahmad al-Jàbir al-Sabah
Mixaal al-Ahmad al-Jàbir al-Sabah (àrab: مِشعَل الأَحمَد الْجَابِر الصَّباح)  (Kuwait, 27 de setembre de 1940) és l'emir de Kuwait des del 16 de desembre de 2023. És el disetè emir des de la independència del Regne Unit. Mixaal ha passat la major part de la carrera professional a l'aparell de seguretat i intel·ligència de Kuwait. Abans de convertir-se en emir a 83 anys, era el príncep hereu de més edat del món.

## Biografia
Mixaal va néixer el 27 de setembre de 1940. És el setè fill d'Ahmad Al-Jàbir Al-Sabah, el desè governant del Protectorat de Kuwait. La seva mare és Maryam Marit al-Hawaila, la sisena de les onze esposes que va tenir el xeic Ahmad. Mixaal és el germanastre petit dels tres emirs de Kuwait que l'han precedit en el càrrec: Jàbir Al-Ahmad Al-Jàbir Al-Sabah (1977–2006), Sabah Al-Ahmad Al-Jàbir Al-Sabah (2006–2020) i Nawaf Al-Ahmad Al-Jàbir Al-Sabah (2020–2023).
Va cursar l'educació primària a l'escola Al-Mubarakiya de Kuwait. Es tracta de la primera escola de la regió que va impartir un ensenyament reglat i modern. Va completar la seva educació a l'Escola de Policia de Hendon del Regne Unit, on es va graduar el 1960.
Posteriorment, va tornar al seu país i es va incorporar al Ministeri de l'Interior de Kuwait (MI). De 1967 a 1980, va exercir com a cap del servei d'intel·ligència i seguretat estatal del MI. En aquesta època, va supervisar el desenvolupament de la intel·ligència en el servei de seguretat de l'Estat de Kuwait, i en va ser el primer director.
Va ser un dels fundadors i va exercir com a president honorari de la Kuwait Amateur Radio Society (1979). També ha estat el president honorari de l'Associació de Pilots d'Enginyers Aeronàutics de Kuwait (1973 i 2017) i el 1977 va ser nomenat president del Diwan de Poetes nabatís.
El 13 d'abril de 2004, l'aleshores emir Jàbir Al-Ahmad Al-Jàbir Al-Sabah va nomenar Mixaal cap adjunt de la Guàrdia Nacional de Kuwait (GNK) amb rang de ministre, en substitució del seu germà Nawaf. El cap adjunt és una de les posicions amb més poder en el camp de la defensa interior de Kuwait. A la pràctica, Mixaal era l'home més poderós de l'agència, ja que el seu cap l'ocupava de forma simbòlica Salem Al-Ali Al-Sabah, el membre de més rang de la Casa de Sabah.
Mixaal va liderar una reforma de la GNK i va encetar una campanya de lluita contra la corrupció. Durant el seu mandat, la GNK es va unir a l'Associació Internacional de Gendarmeries i Forces de Policia amb Estatus Militar (FIEP) el 2019. Mixaal va renunciar al càrrec en la GNK el 2020, després de ser nomenat príncep hereu.
Poc després que el seu germanastre Sabah es convertís en emir el 2006, Mixaal va esdevenir un dels tres principals responsables de la presa de decisions de la família Al-Sabah. Durant el seu mandat com a hereu, Mishal havia rebutjat altres càrrecs per tal d'evitar disputes polítiques i mantenir l'equilibri de força dins la família governant.
A mesura que la salut del seu germanastre Sabah va empitjorar, la influència de Mixaal va créixer i va substituir o acompanyar l'emir en visites oficials, com la que van fer a la Clínica Mayo als Estats Units per rebre tractament mèdic.

### Príncep hereu
El príncep hereu Nawaf es va convertir en emir quan va morir el seu germanastre Sabah, el 29 de setembre de 2002. Segons la llei kuwaitiana, Nawaf tenia un període d'un any per seleccionar el seu príncep hereu. Però només va trigar vuit dies a seleccionar el seu germanastre Mixaal per al càrrec, el 7 d'octubre. L'endemà, en una sessió especial de l'Assemblea Nacional de Kuwait, els 59 membres del Parlament van aprovar per unanimitat el seu nomenament. El mateix dia, Mixaal va prestar el jurament com a príncep hereu davant l'emir i l'Assemblea Nacional. En assumir el càrrec a 80 anys, es va convertir en el príncep hereu de més edat del món.
El nomenament d'un dels membres més veterans de la família governant va ser interpretat pels analistes com una prova que els governants del país volien evitar canvis significatius, com ara la transició del poder a una nova generació de líders. Mixaal es va imposar a altres candidats, com ara l'antic primer ministre Nasser Al-Mohammed Al-Sabah i el viceprimer ministre Nasser Sabah Al-Ahmad Al-Sabah.

### Delegació de poder
Mixaal va assumir un paper més important que els prínceps hereus anteriors a causa de l'avançada edat de l'emir Nawaf.
El 15 de novembre de 2021, l'emir Nawaf Al-Ahmad Al-Sabah, va emetre una ordre en la qual sol·licitava l'ajuda del príncep hereu per exercir alguns dels seus poders constitucionals. L'Ordre de l'emir va estipular que al xeic Mixaal se li deleguessin els següents poders de l'emir:
- Fer les consultes prèvies al nomenament del primer ministre entre els poders del país.
- Nomenar el primer ministre i els ministres, rellevar-los i acceptar la seva dimissió.
- Presidir el jurament constitucional del carrec del primer ministre i dels ministres.
- Ratificar i emetre els decrets de l'emir presentats pel Consell de Ministres.
- Proposar lleis i ratificar-les després de l'aprovació de l'Assemblea Nacional.
- Emetre decrets i lleis.
- Concloure tractats internacionals.
- Assumir els poders de l'emir en els afers de l'Assemblea Nacional.
- Declarar la llei marcial.
- Nomenar ambaixadors i acceptar les seves credencials.

Per exemple, Mishal va tenir un paper important en la mediació del Consell de Cooperació del Golf que el gener del 2021 va propiciar la reconciliació, després de quatre anys de ruptura, entre Qatar i Aràbia Saudita. El príncep hereu també va substituir l'emir el 2 de setembre de 2021, en la reunió amb la vicepresidenta nord-americana Kamala Harris, en què van parlar sobre les relacions bilaterals entre els EUA i Kuwait i el paper de l'emirat en l'evacuació militar de l'Afganistan.
Posteriorment, en resposta a l'agitació política i el bloqueig institucional que va patir Kuwait el 2023, el príncep hereu Mixaal va assumir la responsabilitat d'ordenar la dissolució de l'Assemblea Nacional de Kuwait el 17 d'abril, en un discurs de televisió en què va fer referència a una llei que autoritzava l'emir a fer-ho.
Mixaal també ha representat Kuwait en esdeveniments importants a l'estranger, com ara el funeral estatal de la reina Isabel II a l'Abadia de Westminster de Londres, el 2022 i el casament de Hussein, príncep hereu de Jordània el 2023.
Així mateix, a Mishal ha estat involucrat en la concepció i execució de la Kuwait Vision 2035, pla estratègic nacional prepara el país de cara a un món progressivament desvinculat del petroli i descarbonitzat, cosa que inclou desenvolupar les energies renovables i potenciar el sector dels serveis financers.

### Emir
Mixaal es va convertir en l'emir de Kuwait després de la mort del seu germanastre Nawaf Al-Ahmad Al-Jàbir Al-Sabah, el 16 de desembre de 2023 a l'edat de 86 anys. Nawaf havia estat hospitalitzat des del novembre.

## Família
L'emir Mixaal té dues germanes: Mashael i Amthal al-Ahmad al-Sabah. A més, ha tingut 21 germanastres, alguns dels quals han tingut una vida pública rellevant:
- Mohammed al-Ahmad al-Jàbir al-Sabah (Kuwait, 1909-1975), el primer ministre de Defensa de Kuwait.
- Sabah al-Ahmad al-Jàbir al-Sabah (Kuwait, 1929-2020), 15è emir de Kuwait.
- Nawaf Al-Ahmad Al-Jàbir Al-Sabah (Kuwait, 1937-2023), 16è emir de Kuwait.
- Fahad al-Ahmad al-Jàbir al-Sabah (Kuwait, 1945-1990), oficial de l'exèrcit mort durant la invasió de Kuwait.

Mixaal es va casar dues vegades, amb Nuria Sabah al-Sàlim al-Sabah i Munira Badah Aba al-Ghanàim al-Mutairi; i ha tingut cinc fills i set filles.
Amb la seva primera esposa, Nuria, ha tingut un fill:
- Ahmad bin Mixaal bin Jabir al-Ahmad al-Jabir al-Sabah (Kuwait, 22 de setembre de 1965).

I sis filles:
- Muhassin bint Mixaal bin Jabir al-Ahmad al-Jabir al-Sabah (Kuwait, 1965).
- Mukarima bint Mixaal bin Jabir al-Ahmad al-Jabir al-Sabah (Kuwait, 1966).
- Mufatin bint Mixaal bin Jabir al-Ahmad al-Jabir al-Sabah. (Kuwait, 1969).
- Sheikha bint Mixaal bin Jabir al-Ahmad al-Jabir al-Sabahal (Kuwait, 1972).
- Hala bint Mixaal bin Jabir al-Ahmad al-Jabir al-Sabah (Kuwait, ?).
- Nouf bint Mixaal bin Jabir al-Ahmad al-Jabir al-Sabah (Kuwait, ?).

Amb la seva sevona esposa, Munira, té quatre fills:
- Talal bin Misha’al bin Jabir al-Ahmad al-Jabir al-Sabah (Kuwait, ?).
- Fahad bin Misha’al bin Jabir al-Ahmad al-Jabir al-Sabah (Kuwait, ?).
- Jàbir bin Misha’al bin Jabir al-Ahmad al-Jabir al-Sabah (Kuwait, ?).
- Ali bin Misha’al bin Jabir al-Ahmad al-Jabir al-Sabah (Kuwait, ?).

I una filla:
- Bibi bint Misha’al bin Jabir al-Ahmad al-Jabir al-Sabah (Kuwait, ?)

## Distincions honorífiques
Estrangeres
- Comandant de la Legió d'Honor de França (4 de desembre de 2018), atorgada per Florence Parly, ministre de les Forces Armades.[21]